# Wereldkampioenschap voetbal 1994 (kwalificatie CONCACAF)
23 teams schreven zich in voor de kwalificatie van het wereldkampioenschap voetbal 1994, de CONCACAF kreeg twee rechtstreekse plaatsen op het WK en 1 land kon zich nog via de intercontinentale eindronde plaatsen. Gastland Verenigde Staten was automatisch geplaatst.
Er waren drie rondes. Mexico en Canada (de best geplaatsten op de FIFA-ranglijst) kregen een vrijstelling voor de eerste ronde. De twintig overblijvende teams werden in twee geografische groepen verdeeld.

## Opzet
- Caribische zone: veertien teams speelden in knock-outfase, zodat er drie teams naar de tweede ronde gaan.
- Centraal-Amerikaanse zone: de zes teams speelden in knock-outfase, zodat drie teams naar de tweede ronde gaan.
- Tweede ronde: de acht teams worden in twee groepen van vier verdeeld. De groepswinnaars en nummers 2 gaan naar de finale.
- Finaleronde: de vier overblijvers spelen in groepsfase, de groepswinnaar kwalificeert zich. De nummer 2 gaat naar de intercontinentale eindronde met een team van de OFC.

## Gekwalificeerde landen
| FIFA-lid         | Confederatie | Kwalificatie   | Kwal. datum | Aantal dln. (incl. 1994) | Dln. op rij | Eerste dln. | Laatste dln. | Titels (excl. 1994) | Beste prestatie |
| ---------------- | ------------ | -------------- | ----------- | ------------------------ | ----------- | ----------- | ------------ | ------------------- | --------------- |
| Verenigde Staten | CONCACAF     | Gastland       | 4 juli 1988 | 5e                       | 2           | 1930        | 1990         | 0                   | Derde           |
| Mexico           | CONCACAF     | Finaleronde 1e | 9 mei 1993  | 10e                      | 1           | 1930        | 1986         | 0                   | Kwartfinale     |

Legenda

## Caribische zone
De Caribische zone leverde drie verrassende winnaars op. Finalist van het vorige WK-kwalificatie-toernooi Trinidad en Tobago werd uitgeschakeld door Jamaica, een thuisnederlaag brak hun op. Ook Bermuda verraste door voormalig WK-deelnemer Haïti uit te schakelen, het won de eerste wedstrijd met 1-0 en een uitdoelpunt in Haïti zorgde voor de beslissing (1-2); Goater, spits van Manchester City zorgde voor beide doelpunten. De debuterende eilandengroep Saint Vincent en Grenadines profiteerde van de terugtrekking van Cuba, want het regime van Fidel Castro zag een eindtoernooi bij aartsvijand de Verenigde Staten niet zitten. In de laatste ronde rekende het eilandgroepje af met Suriname, negen minuten voor tijd zorgde Dupont voor de winnende treffer.

### Groep 1
|  | Tweede voorronde | Tweede voorronde     | Tweede voorronde   | Tweede voorronde | Tweede voorronde |   |         | Eerste ronde | Eerste ronde | Eerste ronde | Eerste ronde | Eerste ronde |
|  |                  |                      |                    |                  |                  |   |         |              |              |              |              |              |
|  |                  | Bermuda              | 1                  | 1                | 2                |   |         |              |              |              |              |              |
|  |                  | Haïti                | 0                  | 2                | 2                |   |         |              |              |              |              |              |
|  |                  | Haïti                | 0                  | 2                | 2                |   | Bermuda | 3            | 2            | 5            |              |              |
|  |                  |                      |                    |                  |                  |   | Bermuda | 3            | 2            | 5            |              |              |
|  |                  |                      | Antigua en Barbuda | 0                | 1                | 1 |         |              |              |              |              |              |
|  |                  | Antigua en Barbuda   | Antigua en Barbuda | 0                | 1                | 1 | 1       | 3            | 4            |              |              |              |
|  |                  | Antigua en Barbuda   |                    |                  |                  |   | 1       | 3            | 4            |              |              |              |
|  |                  | Nederlandse Antillen | 1                  | 0                | 1                |   |         |              |              |              |              |              |

Tweede voorronde
|               |            |       |       |                                                                             |
| 26 april 1992 | Bermuda    | 1 – 0 | Haïti | Hamilton, Bermuda Toeschouwers: 25.500 Scheidsrechter: Raul Dominguez (USA) |
| 26 april 1992 | Goater 87' |       |       | Hamilton, Bermuda Toeschouwers: 25.500 Scheidsrechter: Raul Dominguez (USA) |

|             |                  |       |            | |
| 25 mei 1992 | Haïti            | 2 – 1 | Bermuda    | Sylvio Catorstadion, Port-au-Prince Toeschouwers: 6.000 Scheidsrechter: Lancelotte Livingston (JAM) |
| 25 mei 1992 | Eliezar 24', 34' |       | Goater 20' | Sylvio Catorstadion, Port-au-Prince Toeschouwers: 6.000 Scheidsrechter: Lancelotte Livingston (JAM) |

Bermuda wint (op basis van de regel van het uitdoelpunt) met 2–2 over twee wedstrijden en plaatst zich voor de eerste ronde.
|               |                      |       |                    |                                                                               |
| 19 april 1992 | Nederlandse Antillen | 1 – 1 | Antigua en Barbuda | Willemstad, Curaçao Toeschouwers: 10.000 Scheidsrechter: Willie Stewart (TRI) |
| 19 april 1992 | Regales 38'          |       | Clarke 31'         | Willemstad, Curaçao Toeschouwers: 10.000 Scheidsrechter: Willie Stewart (TRI) |

|               |                      |       |                      |                                                                                             |
| 26 april 1992 | Antigua en Barbuda   | 3 – 0 | Nederlandse Antillen | Antigua Recreation Ground, St. John's Toeschouwers: 5.000 Scheidsrechter: Denis Niles (LCA) |
| 26 april 1992 | Edwards 6', 75', 85' |       |                      | Antigua Recreation Ground, St. John's Toeschouwers: 5.000 Scheidsrechter: Denis Niles (LCA) |

Antigua en Barbuda wint met 4–1 over twee wedstrijden en plaatst zich voor de eerste ronde.
Eerste ronde
|              |                    |                                    |         |                                                                                            |
| 14 juni 1992 | Antigua en Barbuda | 0 – 3                              | Bermuda | Antigua Recreation Ground, St. John's Toeschouwers: 5.000 Scheidsrechter: Noel Smith (JAM) |
| 14 juni 1992 |                    | Thompson 21' Cann 70' Jennings 79' |         | Antigua Recreation Ground, St. John's Toeschouwers: 5.000 Scheidsrechter: Noel Smith (JAM) |

|             |                |       |                    |                                                                             |
| 4 juli 1992 | Bermuda        | 2 – 1 | Antigua en Barbuda | Nationaal Stadion, Hamilton Scheidsrechter: Jose Antonio Garzay Ochoa (MEX) |
| 4 juli 1992 | Goater 42' 47' |       | Ivor 17'           | Nationaal Stadion, Hamilton Scheidsrechter: Jose Antonio Garzay Ochoa (MEX) |

Bermuda wint met 5–1 over twee wedstrijden en plaatst zich voor de tweede ronde.

### Groep 2
|  | Eerste voorronde       | Eerste voorronde   | Eerste voorronde | Eerste voorronde |   |             | Tweede voorronde | Tweede voorronde | Tweede voorronde | Tweede voorronde |   |  | Eerste ronde | Eerste ronde | Eerste ronde | Eerste ronde |  |  |
|  |                        |                    |                  |                  |   |             |                  |                  |                  |                  |   |  |              |              |              |              |  |  |
|  | Dominicaanse Republiek | 1                  | 1                | 2                |   |             |                  |                  |                  |                  |   |  |              |              |              |              |  |  |
|  | Puerto Rico            | 1                  | 2                | 3                |   |             |                  |                  |                  |                  |   |  |              |              |              |              |  |  |
|  | Puerto Rico            | 1                  | 2                | 3                |   | Puerto Rico | 1                | 0                | 1                |                  |   |  |              |              |              |              |  |  |
|  |                        |                    |                  |                  |   | Puerto Rico | 1                | 0                | 1                |                  |   |  |              |              |              |              |  |  |
|  |                        | Jamaica            | 2                | 1                | 3 |             |                  |                  |                  |                  |   |  |              |              |              |              |  |  |
|  | X                      | Jamaica            | 2                | 1                | 3 |             |                  |                  |                  |                  |   |  |              |              |              |              |  |  |
|  |                        |                    |                  |                  |   |             |                  |                  |                  |                  |   |  |              |              |              |              |  |  |
|  | X                      |                    |                  |                  |   |             |                  |                  |                  |                  |   |  |              |              |              |              |  |  |
|  |                        |                    |                  |                  |   |             |                  | Jamaica          | 2                | 1                | 3 |  |              |              |              |              |  |  |
|  |                        |                    |                  |                  |   |             |                  |                  |                  |                  | 3 |  |              |              |              |              |  |  |
|  |                        | Trinidad en Tobago | 1                | 1                | 1 |             |                  |                  |                  |                  |   |  |              |              |              |              |  |  |
|  | X                      | Trinidad en Tobago | 1                | 1                | 1 |             |                  |                  |                  |                  |   |  |              |              |              |              |  |  |
|  |                        |                    |                  |                  |   |             |                  |                  |                  |                  |   |  |              |              |              |              |  |  |
|  | X                      |                    |                  |                  |   |             |                  |                  |                  |                  |   |  |              |              |              |              |  |  |
|  |                        | Barbados           | 1                | 0                | 1 |             |                  |                  |                  |                  |   |  |              |              |              |              |  |  |
|  |                        |                    |                  |                  | 1 |             |                  |                  |                  |                  |   |  |              |              |              |              |  |  |
|  |                        | Trinidad en Tobago | 2                | 3                | 5 |             |                  |                  |                  |                  |   |  |              |              |              |              |  |  |
|  | X                      | Trinidad en Tobago | 2                | 3                | 5 |             |                  |                  |                  |                  |   |  |              |              |              |              |  |  |
|  |                        |                    |                  |                  |   |             |                  |                  |                  |                  |   |  |              |              |              |              |  |  |
|  | X                      |                    |                  |                  |   |             |                  |                  |                  |                  |   |  |              |              |              |              |  |  |

Eerste voorronde
|               |                        |       |                      | |
| 21 maart 1992 | Dominicaanse Republiek | 1 – 2 | Puerto Rico          | Estadio Olímpico Félix Sánchez, Santo Domingo Toeschouwers: 300 Scheidsrechter: Lancelotte Livingston (JAM) |
| 21 maart 1992 | Rodríguez 67'          |       | Lugris 23' Borja 57' | Estadio Olímpico Félix Sánchez, Santo Domingo Toeschouwers: 300 Scheidsrechter: Lancelotte Livingston (JAM) |

|               |             |       |                        |                                                                         |
| 29 maart 1992 | Puerto Rico | 1 – 1 | Dominicaanse Republiek | Hato Rey, San Juan Toeschouwers: 300 Scheidsrechter: Errol Forbes (TRI) |
| 29 maart 1992 | Paonessa 6' |       | Rodríguez 3'           | Hato Rey, San Juan Toeschouwers: 300 Scheidsrechter: Errol Forbes (TRI) |

Puerto Rico wint met 3–2 over twee wedstrijden en plaatst zich voor de tweede voorronde.
Tweede voorronde
|             |                     |       |             |                                                                                      |
| 23 mei 1992 | Jamaica             | 2 – 1 | Puerto Rico | Independence Park, Kingston Toeschouwers: 3.057 Scheidsrechter: David Harewood (TRI) |
| 23 mei 1992 | Hyde 57' Wilson 67' |       | Espinoza 3' | Independence Park, Kingston Toeschouwers: 3.057 Scheidsrechter: David Harewood (TRI) |

|             |             |            |         |                                                     |
| 30 mei 1992 | Puerto Rico | 0 – 1      | Jamaica | Hato Rey, San Juan Scheidsrechter: Dino Bucci (CAN) |
| 30 mei 1992 |             | Wright 31' |         | Hato Rey, San Juan Scheidsrechter: Dino Bucci (CAN) |

Jamaica wint met 3–1 over twee wedstrijden en plaatst zich voor de eerste ronde.
|               |           |       |                        |                                                                                           |
| 19 april 1992 | Barbados  | 1 – 2 | Trinidad en Tobago     | Hadley Court Stadium, Bridgetown Toeschouwers: 5.600 Scheidsrechter: Timothy Joseph (LCA) |
| 19 april 1992 | White 55' |       | Latapy 20' Charles 66' | Hadley Court Stadium, Bridgetown Toeschouwers: 5.600 Scheidsrechter: Timothy Joseph (LCA) |

|             |                                    |       |          |                                                                                        |
| 31 mei 1992 | Trinidad en Tobago                 | 3 – 0 | Barbados | Queen's Park Oval, Port of Spain Toeschouwers: 13.000 Scheidsrechter: Noel Smith (JAM) |
| 31 mei 1992 | Faustin 63' Jamerson 68' Lewis 84' |       |          | Queen's Park Oval, Port of Spain Toeschouwers: 13.000 Scheidsrechter: Noel Smith (JAM) |

Trinidad en Tobago wint met 5–1 over twee wedstrijden en plaatst zich voor de eerste ronde.
Eerste ronde
|             |                    |       |                       |                                                                                           |
| 5 juli 1992 | Trinidad en Tobago | 1 – 2 | Jamaica               | Queen's Park Oval, Port of Spain Toeschouwers: 20.000 Scheidsrechter: Jack D'Aquila (USA) |
| 5 juli 1992 | Charles 80'        |       | Isaacs 52' Anglin 65' | Queen's Park Oval, Port of Spain Toeschouwers: 20.000 Scheidsrechter: Jack D'Aquila (USA) |

|                  |           |       |                    |                                                                                             |
| 16 augustus 1992 | Jamaica   | 1 – 1 | Trinidad en Tobago | Independence Park, Kingston Toeschouwers: 16.000 Scheidsrechter: Jose Refugio Ramirez (MEX) |
| 16 augustus 1992 | Davis 28' |       | Haynes 41'         | Independence Park, Kingston Toeschouwers: 16.000 Scheidsrechter: Jose Refugio Ramirez (MEX) |

Jamaica wint met 3–2 over twee wedstrijden en plaatst zich voor de tweede ronde.

### Groep 3
|  | Eerste voorronde               | Eerste voorronde | Eerste voorronde | Eerste voorronde |   |                                | Tweede voorronde | Tweede voorronde               | Tweede voorronde | Tweede voorronde |   |  | Eerste ronde | Eerste ronde | Eerste ronde | Eerste ronde |  |  |
|  |                                |                  |                  |                  |   |                                |                  |                                |                  |                  |   |  |              |              |              |              |  |  |
|  | Saint Lucia                    | 1                | 1                | 2                |   |                                |                  |                                |                  |                  |   |  |              |              |              |              |  |  |
|  | Saint Vincent en de Grenadines | 0                | 3                | 3                |   |                                |                  |                                |                  |                  |   |  |              |              |              |              |  |  |
|  | Saint Vincent en de Grenadines | 0                | 3                | 3                |   | Saint Vincent en de Grenadines |                  |                                | bye              |                  |   |  |              |              |              |              |  |  |
|  |                                |                  |                  |                  |   | Saint Vincent en de Grenadines |                  |                                | bye              |                  |   |  |              |              |              |              |  |  |
|  |                                | Cuba             |                  |                  |   |                                |                  |                                |                  |                  |   |  |              |              |              |              |  |  |
|  | X                              |                  |                  |                  |   |                                |                  |                                |                  |                  |   |  |              |              |              |              |  |  |
|  |                                |                  |                  |                  |   |                                |                  |                                |                  |                  |   |  |              |              |              |              |  |  |
|  | X                              |                  |                  |                  |   |                                |                  |                                |                  |                  |   |  |              |              |              |              |  |  |
|  |                                |                  |                  |                  |   |                                |                  | Saint Vincent en de Grenadines | 0                | 2                | 2 |  |              |              |              |              |  |  |
|  |                                |                  |                  |                  |   |                                |                  |                                |                  |                  | 2 |  |              |              |              |              |  |  |
|  |                                | Suriname         | 0                | 1                | 1 |                                |                  |                                |                  |                  |   |  |              |              |              |              |  |  |
|  | X                              | Suriname         | 0                | 1                | 1 |                                |                  |                                |                  |                  |   |  |              |              |              |              |  |  |
|  |                                |                  |                  |                  |   |                                |                  |                                |                  |                  |   |  |              |              |              |              |  |  |
|  | X                              |                  |                  |                  |   |                                |                  |                                |                  |                  |   |  |              |              |              |              |  |  |
|  |                                | Guyana           | 1                | 1                | 2 |                                |                  |                                |                  |                  |   |  |              |              |              |              |  |  |
|  |                                |                  |                  |                  | 2 |                                |                  |                                |                  |                  |   |  |              |              |              |              |  |  |
|  |                                | Suriname         | 1                | 2                | 3 |                                |                  |                                |                  |                  |   |  |              |              |              |              |  |  |
|  | X                              | Suriname         | 1                | 2                | 3 |                                |                  |                                |                  |                  |   |  |              |              |              |              |  |  |
|  |                                |                  |                  |                  |   |                                |                  |                                |                  |                  |   |  |              |              |              |              |  |  |
|  | X                              |                  |                  |                  |   |                                |                  |                                |                  |                  |   |  |              |              |              |              |  |  |

Eerste voorronde
|               |             |       |                                |                                                                                      |
| 22 maart 1992 | Saint Lucia | 1 – 0 | Saint Vincent en de Grenadines | Mindoo Philip Park, Castries Toeschouwers: 6.000 Scheidsrechter: Weldo Peleris (HAI) |
| 22 maart 1992 | Jean 5'     |       |                                | Mindoo Philip Park, Castries Toeschouwers: 6.000 Scheidsrechter: Weldo Peleris (HAI) |

|               |                                |       |             |                                                                                       |
| 29 maart 1992 | Saint Vincent en de Grenadines | 3 – 1 | Saint Lucia | Arnos Valestadion, Kingstown Toeschouwers: 5.000 Scheidsrechter: Ramesh Ramdhan (TRI) |
| 29 maart 1992 | Joseph 33' Jack 56' Brown 66'  |       | Jean 22'    | Arnos Valestadion, Kingstown Toeschouwers: 5.000 Scheidsrechter: Ramesh Ramdhan (TRI) |

Saint Vincent en de Grenadines wint met 3–2 over twee wedstrijden en plaatst zich voor de tweede voorronde.
Tweede voorronde
|               |             |       |                       | |
| 24 april 1992 | Guyana      | 1 – 2 | Suriname              | Georgetown Cricket Club Ground, Georgetown Toeschouwers: 3.500 Scheidsrechter: Ramesh Ramdhan (TRI) |
| 24 april 1992 | Stanton 43' |       | Simson 52' Leyman 68' | Georgetown Cricket Club Ground, Georgetown Toeschouwers: 3.500 Scheidsrechter: Ramesh Ramdhan (TRI) |

|             |            |       |            |                                                                      |
| 25 mei 1992 | Suriname   | 1 – 1 | Guyana     | Paramaribo Toeschouwers: 5.000 Scheidsrechter: Charles Barrett (JAM) |
| 25 mei 1992 | Godlieb 2' |       | Archer 48' | Paramaribo Toeschouwers: 5.000 Scheidsrechter: Charles Barrett (JAM) |

Suriname wint met 3–2 over twee wedstrijden en plaatst zich voor de eerste ronde.
|  |                                |     |      |  |
|  | Saint Vincent en de Grenadines | bye | Cuba |  |
|  |                                |     |      |  |

Saint Vincent en de Grenadines plaatst zich voor de tweede ronde, omdat Cuba zich terugtrok.
Eerste ronde
|                 |          |       |                                |                                                                     |
| 2 augustus 1992 | Suriname | 0 – 0 | Saint Vincent en de Grenadines | Paramaribo Toeschouwers: 6.000 Scheidsrechter: Ramesh Ramdhan (TRI) |
| 2 augustus 1992 |          |       |                                | Paramaribo Toeschouwers: 6.000 Scheidsrechter: Ramesh Ramdhan (TRI) |

|                  |                                |       |             |                                                                                    |
| 30 augustus 1992 | Saint Vincent en de Grenadines | 2 – 1 | Suriname    | Arnos Valestadion, Kingstown Toeschouwers: 5.000 Scheidsrechter: Alwyn Black (LCA) |
| 30 augustus 1992 | Joseph 31' Dupont 81'          |       | Francis 17' | Arnos Valestadion, Kingstown Toeschouwers: 5.000 Scheidsrechter: Alwyn Black (LCA) |

Saint Vincent en de Grenadines wint met 2–1 over twee wedstrijden en plaatst zich voor de tweede ronde.

## Centraal-Amerikaanse zone
De Centraal-Amerikaanse zone leverde de uitschakeling van een andere finalist van het vorige WK op: na een doelpuntloos gelijkspel in Guatemala-Stad verloor Guatemala met 2-0 van Honduras. El Salvador en Costa Rica hadden weinig problemen zich te kwalificeren.
|              |           |       |          |                                                                                           |
| 19 juli 1992 | Guatemala | 0 – 0 | Honduras | Estadio Mateo Flores, Guatemala-Stad Toeschouwers: 39.792 Scheidsrechter: Majid Jay (USA) |
| 19 juli 1992 |           |       |          | Estadio Mateo Flores, Guatemala-Stad Toeschouwers: 39.792 Scheidsrechter: Majid Jay (USA) |

|              |                      |       |           | |
| 26 juli 1992 | Honduras             | 2 – 0 | Guatemala | Estadio Tiburcio Carías Andino, Tegucigalpa Toeschouwers: 37.500 Scheidsrechter: José Ramírez (MEX) |
| 26 juli 1992 | Obando 86' Suazo 88' |       |           | Estadio Tiburcio Carías Andino, Tegucigalpa Toeschouwers: 37.500 Scheidsrechter: José Ramírez (MEX) |

Honduras wint met 2–0 over twee wedstrijden en plaatst zich voor de tweede ronde.
|              |           |                                                  |             |                                                                |
| 19 juli 1992 | Nicaragua | 0 – 5                                            | El Salvador | Managua Toeschouwers: 4.642 Scheidsrechter: Ramón Méndez (CRC) |
| 19 juli 1992 |           | Estrada 3' González 17' 78' Castro 21' Ulloa 73' |             | Managua Toeschouwers: 4.642 Scheidsrechter: Ramón Méndez (CRC) |

|              |                                                      |       |                   |                                                                                             |
| 23 juli 1992 | El Salvador                                          | 5 – 1 | Nicaragua         | Estadio Cuscatlán, San Salvador Toeschouwers: 8.272 Scheidsrechter: José Luis Fuentes (HON) |
| 23 juli 1992 | Castro 14' 47' Cienfuegos 34' González 48' Ulloa 67' |       | César Rostrán 65' | Estadio Cuscatlán, San Salvador Toeschouwers: 8.272 Scheidsrechter: José Luis Fuentes (HON) |

El Salvador wint met 10–1 over twee wedstrijden en plaatst zich voor de tweede ronde.
|                  |                     |       |            |                                                                           |
| 16 augustus 1992 | Panama              | 1 – 0 | Costa Rica | Estadio Rommel Fernández, Panama-Stad Scheidsrechter: Armando Pérez (COL) |
| 16 augustus 1992 | Mendieta 29' (pen.) |       |            | Estadio Rommel Fernández, Panama-Stad Scheidsrechter: Armando Pérez (COL) |

|                  |                                                         |       |                     |                                                                 |
| 23 augustus 1992 | Costa Rica                                              | 5 – 1 | Panama              | Nationaal Stadion, San José Scheidsrechter: Jack D'Aquila (USA) |
| 23 augustus 1992 | Berry 17' (pen.) Ramírez 20' Arguedas 28' 33' Astua 84' |       | Mendieta 89' (pen.) | Nationaal Stadion, San José Scheidsrechter: Jack D'Aquila (USA) |

Costa Rica wint met 5–2 over twee wedstrijden en plaatst zich voor de tweede ronde.

## Tweede ronde
Costa Rica zorgde op het WK in Italië voor een verrassing door de achtste finales te halen. In de eerste wedstrijd tegen Honduras verspeelde het een 2-0-voorsprong en kwam die klap nooit te boven. Honduras won zowel uit als thuis en eindigde in hun groep gelijk met het als vanouds favoriete Mexico.
In de andere groep begon het bescheiden Bermuda met een grote verrassing door te winnen van El Salvador, maar speelde voor de rest geen rol van betekenis. El Salvador haalde als enige ploeg net als vier jaar geleden de finaleronde en ook Canada had geen problemen zich te plaatsen. Alle Caribische ploegen haalden de finalepoule niet.

### Groep A
| Pos | Land                           | Wed | Win | Gel | Ver | DV | DT | +/− | Pnt |
| --- | ------------------------------ | --- | --- | --- | --- | -- | -- | --- | --- |
| 1.  | Mexico                         | 6   | 4   | 1   | 1   | 22 | 3  | +19 | 9   |
| 2.  | Honduras                       | 6   | 4   | 1   | 1   | 14 | 6  | +8  | 9   |
| 3.  | Costa Rica                     | 6   | 3   | 0   | 3   | 11 | 9  | +2  | 6   |
| 4.  | Saint Vincent en de Grenadines | 6   | 0   | 0   | 6   | 0  | 29 | –29 | 0   |

|                 |                     |       |                                 |                                                                                                |
| 8 november 1992 | Costa Rica          | 2 – 3 | Honduras                        | Antiguo Estadio Nacional de Costa Rica, San José Scheidsrechter: Rafael Rodriguez Medina (ESA) |
| 8 november 1992 | Berry 2' Arnáez 35' |       | Flores 47' Smith 70' Obando 80' | Antiguo Estadio Nacional de Costa Rica, San José Scheidsrechter: Rafael Rodriguez Medina (ESA) |

|                 |                                |                                     |        |                                                               |
| 8 november 1992 | Saint Vincent en de Grenadines | 0 – 4                               | Mexico | Arnos Valestadion, Kingstown Scheidsrechter: Noel Smith (JAM) |
| 8 november 1992 |                                | Zague 21' Suárez 55' Uribe 73', 78' |        | Arnos Valestadion, Kingstown Scheidsrechter: Noel Smith (JAM) |

|                  |                           |       |          |                                                                                     |
| 15 november 1992 | Mexico                    | 2 – 0 | Honduras | Estadio Azul, Mexico-Stad Toeschouwers: 34.413 Scheidsrechter: Raul Dominguez (USA) |
| 15 november 1992 | De la Torre 12' Uribe 62' |       |          | Estadio Azul, Mexico-Stad Toeschouwers: 34.413 Scheidsrechter: Raul Dominguez (USA) |

|                  |                                |              |            |                                                                   |
| 15 november 1992 | Saint Vincent en de Grenadines | 0 – 1        | Costa Rica | Arnos Valestadion, Kingstown Scheidsrechter: Ramesh Ramdhan (TRI) |
| 15 november 1992 |                                | González 57' |            | Arnos Valestadion, Kingstown Scheidsrechter: Ramesh Ramdhan (TRI) |

|                  |                                            |       |            |                                                                                               |
| 22 november 1992 | Mexico                                     | 4 – 0 | Costa Rica | Estadio Azul, Mexico-Stad Toeschouwers: 40.000 Scheidsrechter: Juan Pablo Escobar López (GUA) |
| 22 november 1992 | García 61', 69' Suárez 64' De la Torre 82' |       |            | Estadio Azul, Mexico-Stad Toeschouwers: 40.000 Scheidsrechter: Juan Pablo Escobar López (GUA) |

|                  |                                |                                          |          |                                                                                    |
| 22 november 1992 | Saint Vincent en de Grenadines | 0 – 4                                    | Honduras | Arnos Valestadion, Kingstown Toeschouwers: 5.000 Scheidsrechter: Alwyn Black (LCA) |
| 22 november 1992 |                                | Madariaga 16', 22' Suazo 54' Bennett 83' |          | Arnos Valestadion, Kingstown Toeschouwers: 5.000 Scheidsrechter: Alwyn Black (LCA) |

|                  |                                              |       |                                | |
| 28 november 1992 | Honduras                                     | 4 – 0 | Saint Vincent en de Grenadines | Estadio Tiburcio Carías Andino, Tegucigalpa Toeschouwers: 5.000 Scheidsrechter: Mario Efrain Escobar López (GUA) |
| 28 november 1992 | Smith 8' Obando 24' Madariaga 34' Zelaya 86' |       |                                | Estadio Tiburcio Carías Andino, Tegucigalpa Toeschouwers: 5.000 Scheidsrechter: Mario Efrain Escobar López (GUA) |

|                  |                |       |        | |
| 29 november 1992 | Costa Rica     | 2 – 0 | Mexico | Antiguo Estadio Nacional de Costa Rica, San José Toeschouwers: 20.000 Scheidsrechter: Robert Sawtell (CAN) |
| 29 november 1992 | Smith 47', 88' |       |        | Antiguo Estadio Nacional de Costa Rica, San José Toeschouwers: 20.000 Scheidsrechter: Robert Sawtell (CAN) |

|                 |                          |       |             |                                                                                                |
| 5 december 1992 | Honduras                 | 2 – 1 | Costa Rica  | Estadio Tiburcio Carías Andino, Tegucigalpa Toeschouwers: 5 Scheidsrechter: Mike Seifert (CAN) |
| 5 december 1992 | Madariaga 15' Obando 51' |       | Ramírez 73' | Estadio Tiburcio Carías Andino, Tegucigalpa Toeschouwers: 5 Scheidsrechter: Mike Seifert (CAN) |

|                 |                                                                                        |        |                                |                                                                                                |
| 6 december 1992 | Mexico                                                                                 | 11 – 0 | Saint Vincent en de Grenadines | Estadio Azul, Mexico-Stad Toeschouwers: 20.000 Scheidsrechter: Jose Antonio Gómez Santos (ESA) |
| 6 december 1992 | Uribe 5', 38', 88' Hermosillo 14', 23', 76', 80' Bernal 30', 56', 71' Zague 44' (pen.) |        |                                | Estadio Azul, Mexico-Stad Toeschouwers: 20.000 Scheidsrechter: Jose Antonio Gómez Santos (ESA) |

|                  |                                           |       |                                |                                                                                   |
| 13 december 1992 | Costa Rica                                | 5 – 0 | Saint Vincent en de Grenadines | Antiguo Estadio Nacional de Costa Rica, San José Scheidsrechter: Brian Hall (USA) |
| 13 december 1992 | Astúa 6', 50', 70' Medford 43' Arnáez 73' |       |                                | Antiguo Estadio Nacional de Costa Rica, San José Scheidsrechter: Brian Hall (USA) |

|                  |           |       |           |                                                                                 |
| 13 december 1992 | Honduras  | 1 – 1 | Mexico    | Estadio Tiburcio Carías Andino, Tegucigalpa Scheidsrechter: Jack D'Aquila (USA) |
| 13 december 1992 | Suazo 49' |       | Uribe 57' | Estadio Tiburcio Carías Andino, Tegucigalpa Scheidsrechter: Jack D'Aquila (USA) |

### Groep B
| Pos | Land        | Wed | Win | Gel | Ver | DV | DT | +/− | Pnt |
| --- | ----------- | --- | --- | --- | --- | -- | -- | --- | --- |
| 1.  | El Salvador | 6   | 4   | 1   | 1   | 12 | 6  | +6  | 9   |
| 2.  | Canada      | 6   | 2   | 3   | 1   | 9  | 7  | +2  | 7   |
| 3.  | Jamaica     | 6   | 1   | 2   | 3   | 6  | 9  | –3  | 4   |
| 4.  | Bermuda     | 6   | 1   | 2   | 3   | 7  | 12 | –5  | 4   |

|                 |            |       |              |                                                                                       |
| 18 oktober 1992 | Jamaica    | 1 – 1 | Canada       | Independence Park, Kingston Toeschouwers: 17.000 Scheidsrechter: Ramesh Ramdhan (TRI) |
| 18 oktober 1992 | Wright 70' |       | Mitchell 85' | Independence Park, Kingston Toeschouwers: 17.000 Scheidsrechter: Ramesh Ramdhan (TRI) |

|                 |                 |       |             |                                                                                             |
| 18 oktober 1992 | Bermuda         | 1 – 0 | El Salvador | Nationaal Stadion, Hamilton Toeschouwers: 4.000 Scheidsrechter: Miguel Salas Castillo (MEX) |
| 18 oktober 1992 | Lightbourne 77' |       |             | Nationaal Stadion, Hamilton Toeschouwers: 4.000 Scheidsrechter: Miguel Salas Castillo (MEX) |

|                 |              |       |            | |
| 25 oktober 1992 | El Salvador  | 1 – 1 | Canada     | Estadio Cuscatlán, San Salvador Toeschouwers: 16.342 Scheidsrechter: Victor Hugo Rodriguez Ugaldo (CRC) |
| 25 oktober 1992 | González 32' |       | Miller 86' | Estadio Cuscatlán, San Salvador Toeschouwers: 16.342 Scheidsrechter: Victor Hugo Rodriguez Ugaldo (CRC) |

|                 |              |       |           |                                                                                 |
| 25 oktober 1992 | Bermuda      | 1 – 1 | Jamaica   | Nationaal Stadion, Hamilton Toeschouwers: 4.500 Scheidsrechter: Ali Black (LCA) |
| 25 oktober 1992 | Jennings 52' |       | Davis 74' | Nationaal Stadion, Hamilton Toeschouwers: 4.500 Scheidsrechter: Ali Black (LCA) |

|                 |              |       |         |                                                                             |
| 1 november 1992 | Canada       | 1 – 0 | Jamaica | Toronto Toeschouwers: 8.131 Scheidsrechter: Franklin Morales Trujillo (GUA) |
| 1 november 1992 | Mitchell 53' |       |         | Toronto Toeschouwers: 8.131 Scheidsrechter: Franklin Morales Trujillo (GUA) |

|                 |                                                     |       |            |                                                                                              |
| 1 november 1992 | El Salvador                                         | 4 – 1 | Bermuda    | Estadio Cuscatlán, San Salvador Toeschouwers: 21.300 Scheidsrechter: Jose Luis Fuentes (HON) |
| 1 november 1992 | Palacios 22' González 44' Cienfuegos 52' Rivera 56' |       | Goater 80' | Estadio Cuscatlán, San Salvador Toeschouwers: 21.300 Scheidsrechter: Jose Luis Fuentes (HON) |

|                 |                         |       |                           |                                                                                                |
| 8 november 1992 | Canada                  | 2 – 3 | El Salvador               | Swangardstadion, Burnaby Toeschouwers: 6.278 Scheidsrechter: Carlos Castellanos Orendain (MEX) |
| 8 november 1992 | Miller 13' Mitchell 71' |       | Rivera 44' Ulloa 52', 89' | Swangardstadion, Burnaby Toeschouwers: 6.278 Scheidsrechter: Carlos Castellanos Orendain (MEX) |

|                 |                        |       |                        |                                                                           |
| 8 november 1992 | Jamaica                | 3 – 2 | Bermuda                | Independence Park, Kingston Scheidsrechter: Ronald Gutierrez Castro (CRC) |
| 8 november 1992 | Wright 5', 85' Reid 8' |       | Paynter 66' Goater 68' | Independence Park, Kingston Scheidsrechter: Ronald Gutierrez Castro (CRC) |

|                  |                                 |       |                     |                                                                                     |
| 15 november 1992 | Canada                          | 4 – 2 | Bermuda             | Swangardstadion, Burnaby Toeschouwers: 4.093 Scheidsrechter: Leon Padro Borja (MEX) |
| 15 november 1992 | Bunbury 9', 14', 35' Aunger 86' |       | Goater 72' Swan 76' | Swangardstadion, Burnaby Toeschouwers: 4.093 Scheidsrechter: Leon Padro Borja (MEX) |

|                  |         |                  |             |                                                                                           |
| 22 november 1992 | Jamaica | 0 – 2            | El Salvador | Independence Park, Kingston Toeschouwers: 15.000 Scheidsrechter: Berny Ulloa Morera (CRC) |
| 22 november 1992 |         | Meléndez 8', 85' |             | Independence Park, Kingston Toeschouwers: 15.000 Scheidsrechter: Berny Ulloa Morera (CRC) |

|                 |         |       |        |                                                                                   |
| 6 december 1992 | Bermuda | 0 – 0 | Canada | Nationaal Stadion, Hamilton Toeschouwers: 1.200 Scheidsrechter: Ed Cummings (USA) |
| 6 december 1992 |         |       |        | Nationaal Stadion, Hamilton Toeschouwers: 1.200 Scheidsrechter: Ed Cummings (USA) |

|                 |                            |       |           | |
| 6 december 1992 | El Salvador                | 2 – 1 | Jamaica   | Estadio Cuscatlán, San Salvador Toeschouwers: 36.625 Scheidsrechter: Fredy Rolando Burgos Escobar (GUA) |
| 6 december 1992 | Meléndez 21' Díaz Arce 64' |       | Davis 35' | Estadio Cuscatlán, San Salvador Toeschouwers: 36.625 Scheidsrechter: Fredy Rolando Burgos Escobar (GUA) |

## Finaleronde
Favoriet Mexico begon ongelukkig met een nederlaag tegen El Salvador, maar won de volgende vier wedstrijden met groot gemak (dertien doelpunten voor en twee tegen). Canada presteerde goed tegen de landen uit Midden-Amerika en moest de beslissende wedstrijd in Edmonton winnen van Mexico om zich te plaatsen. Canada nam een 1-0-voorsprong, maar nog voor rust maakte Hugo Sánchez de gelijkmaker. Vlak voor tijd maakte Cruz aan alle onzekerheid een einde. Voor Sánchez werd het zijn derde WK, zijn eerste WK's waren in 1978 en 1986, het plaatste zich niet in 1982 en werd in 1990 uitgesloten van deelname. Sánchez was zeven jaar lang de topspits van Real Madrid en was weer teruggekeerd naar de Mexicaanse competitie. Mexico had een nieuwe, talentvolle generatie met de veel scorende Alberto García Aspe en doelman Jorge Campos, die net als Higuita van Colombia veel risico nam met rushes naar het middenveld en opvallende, fluorescerende kleding droeg. Canada moest een play-off wedstrijd spelen tegen Australië om nog kans te maken op kwalificatie.
| Pos | Land        | Wed | Win | Gel | Ver | DV | DT | +/− | Pnt |
| --- | ----------- | --- | --- | --- | --- | -- | -- | --- | --- |
| 1.  | Mexico      | 6   | 5   | 0   | 1   | 17 | 5  | +12 | 10  |
| 2.  | Canada      | 6   | 3   | 1   | 2   | 10 | 10 | 0   | 7   |
| 3.  | El Salvador | 6   | 2   | 0   | 4   | 6  | 11 | –5  | 4   |
| 4.  | Honduras    | 6   | 1   | 1   | 4   | 7  | 14 | –7  | 3   |

|              |                              |       |                 |                                                                                                |
| 4 april 1993 | El Salvador                  | 2 – 1 | Mexico          | Estadio Cuscatlán, San Salvador Toeschouwers: 40.000 Scheidsrechter: Armando Perez Hoyos (COL) |
| 4 april 1993 | Borja 41' (pen.) Iraheta 77' |       | Garcia Aspe 75' | Estadio Cuscatlán, San Salvador Toeschouwers: 40.000 Scheidsrechter: Armando Perez Hoyos (COL) |

|              |                                    |       |                                |                                                                                                   |
| 4 april 1993 | Honduras                           | 2 – 2 | Canada                         | Estadio Tiburcio Carías Andino, Tegucigalpa Toeschouwers: 30.000 Scheidsrechter: Noel Smith (JAM) |
| 4 april 1993 | Smith 41' (pen.) Obando 89' (pen.) |       | Catliff 34' (pen.) Bunbury 68' | Estadio Tiburcio Carías Andino, Tegucigalpa Toeschouwers: 30.000 Scheidsrechter: Noel Smith (JAM) |

|               |                                         |       |          |                                                                                                 |
| 11 april 1993 | Mexico                                  | 3 – 0 | Honduras | Aztekenstadion, Mexico-Stad Toeschouwers: 120.000 Scheidsrechter: Ronald Gutierrez Castro (CRC) |
| 11 april 1993 | Flores 7' Sanchez 76' (pen.) Ambríz 89' |       |          | Aztekenstadion, Mexico-Stad Toeschouwers: 120.000 Scheidsrechter: Ronald Gutierrez Castro (CRC) |

|               |                         |       |             |                                                                    |
| 11 april 1993 | Canada                  | 2 – 0 | El Salvador | Vancouver Toeschouwers: 6.968 Scheidsrechter: Ramesh Ramdhan (TRI) |
| 11 april 1993 | Bunbury 25' Catliff 33' |       |             | Vancouver Toeschouwers: 6.968 Scheidsrechter: Ramesh Ramdhan (TRI) |

|               |                                                    |       |            |                                                                                               |
| 18 april 1993 | Canada                                             | 3 – 1 | Honduras   | Swangardstadion, Burnaby Toeschouwers: 6.868 Scheidsrechter: Nelson Rodriguez Fernandez (VEN) |
| 18 april 1993 | Mobilio 52' Bautista 62' (e.d.) Catliff 66' (pen.) |       | Pineda 17' | Swangardstadion, Burnaby Toeschouwers: 6.868 Scheidsrechter: Nelson Rodriguez Fernandez (VEN) |

|               |                                  |       |             | |
| 18 april 1993 | Mexico                           | 3 – 1 | El Salvador | Aztekenstadion, Mexico-Stad Toeschouwers: 120.000 Scheidsrechter: Mario Efrain Escobar López (GUA) |
| 18 april 1993 | Ambríz 2' Garcia 55' Ramírez 63' |       | Ulloa 86'   | Aztekenstadion, Mexico-Stad Toeschouwers: 120.000 Scheidsrechter: Mario Efrain Escobar López (GUA) |

|               |                                             |       |        |                                                                                            |
| 25 april 1993 | Mexico                                      | 4 – 0 | Canada | Aztekenstadion, Mexico-Stad Toeschouwers: 103.000 Scheidsrechter: Berny Ulloa Morera (CRC) |
| 25 april 1993 | Ramírez 20', 34' Flores 53' Garcia Aspe 68' |       |        | Aztekenstadion, Mexico-Stad Toeschouwers: 103.000 Scheidsrechter: Berny Ulloa Morera (CRC) |

|               |                  |       |             | |
| 25 april 1993 | Honduras         | 2 – 0 | El Salvador | Estadio Tiburcio Carías Andino, Tegucigalpa Toeschouwers: 25.000 Scheidsrechter: Joaquin Urio Velazquez (ESP) |
| 25 april 1993 | Bennett 28', 63' |       |             | Estadio Tiburcio Carías Andino, Tegucigalpa Toeschouwers: 25.000 Scheidsrechter: Joaquin Urio Velazquez (ESP) |

|            |            |       |                                                       | |
| 2 mei 1993 | Honduras   | 1 – 4 | Mexico                                                | Estadio Tiburcio Carías Andino, Tegucigalpa Toeschouwers: 37.500 Scheidsrechter: Márcio Rezende de Freitas (BRA) |
| 2 mei 1993 | Flores 56' |       | Garcia Aspe 2' Flores 44' Garcia 49' Smith 89' (e.d.) | Estadio Tiburcio Carías Andino, Tegucigalpa Toeschouwers: 37.500 Scheidsrechter: Márcio Rezende de Freitas (BRA) |

|            |              |       |                         |                                                                                              |
| 2 mei 1993 | El Salvador  | 1 – 2 | Canada                  | Estadio Cuscatlán, San Salvador Toeschouwers: 25.000 Scheidsrechter: Arlington Success (AHO) |
| 2 mei 1993 | González 58' |       | Catliff 27' Mobilio 60' | Estadio Cuscatlán, San Salvador Toeschouwers: 25.000 Scheidsrechter: Arlington Success (AHO) |

|            |             |       |                      |                                                                                  |
| 9 mei 1993 | Canada      | 1 – 2 | Mexico               | Varsity Stadium, Toronto Toeschouwers: 12.000 Scheidsrechter: Hellmut Krug (GER) |
| 9 mei 1993 | Bunbury 17' |       | Sanchez 36' Cruz 84' | Varsity Stadium, Toronto Toeschouwers: 12.000 Scheidsrechter: Hellmut Krug (GER) |

|            |                        |       |                    |                                                                                           |
| 9 mei 1993 | El Salvador            | 2 – 1 | Honduras           | Estadio Cuscatlán, San Salvador Toeschouwers: 35.000 Scheidsrechter: Arturo Angeles (USA) |
| 9 mei 1993 | Díaz Arce 1' Ulloa 32' |       | Anariba 77' (pen.) | Estadio Cuscatlán, San Salvador Toeschouwers: 35.000 Scheidsrechter: Arturo Angeles (USA) |

## Intercontinentale play-off
Australië had een sterke generatie met spelers als Frank Farina, de oud-aanvaller van Club Brugge, de later voor Feyenoord uitkomende Aurelio Vidmar en middenvelder Nedijeljko Zelić van Borussia Dortmund. De ploeg won met overmacht de Oceanische groep, maar moest nog play-offs spelen tegen andere continenten vanwege hun geografische isolement. Canada had geen spelers met een internationale status, maar bleek een taaie tegenstander voor de "Aussies", het won in Edmonton met 2-1 en hield lang stand in Melbourne, maar verloren met identieke cijfers. Strafschoppen moesten de beslissing brengen en Frank Farina schoot de ploeg naar de overwinning, waar een tegenstander uit Zuid-Amerika wachtte.
|                                               |                        |       |                    |                                                                    |
| 31 juli 1993 «onderlinge duels» 20:30 (UTC−6) | Canada                 | 2 – 1 | Australië          | Commonwealth Stadium, Edmonton Scheidsrechter: Arturo Carter (MEX) |
| 31 juli 1993 «onderlinge duels» 20:30 (UTC−6) | Watson 50' Mobilio 57' |       | 44' (e.d.) Dasovic | Commonwealth Stadium, Edmonton Scheidsrechter: Arturo Carter (MEX) |

|                                                    |                                    |                    |                          |                                                                         |
| 15 augustus 1993 «onderlinge duels» 19:30 (UTC+10) | Australië Farina 45' Durakovic 77' | 2 – 1 (3 – 3 agg.) | Canada 54' Hooper        | Sydney Football Stadium, Sydney Scheidsrechter: Shin-Ichiro Obata (JPN) |
| 15 augustus 1993 «onderlinge duels» 19:30 (UTC+10) |                                    |                    |                          | Sydney Football Stadium, Sydney Scheidsrechter: Shin-Ichiro Obata (JPN) |
| 15 augustus 1993 «onderlinge duels» 19:30 (UTC+10) | Strafschoppen                      |                    |                          | Sydney Football Stadium, Sydney Scheidsrechter: Shin-Ichiro Obata (JPN) |
| 15 augustus 1993 «onderlinge duels» 19:30 (UTC+10) | Wade A. Vidmar Tobin Farina        | 4 – 1              | Mitchell Bunbury Sweeney | Sydney Football Stadium, Sydney Scheidsrechter: Shin-Ichiro Obata (JPN) |